# Elezioni legislative in Francia del 1951
Le elezioni legislative in Francia del 1951 per eleggere i 627 deputati dell'Assemblea nazionale si sono tenute il 17 giugno. 

## Sfondo
Le elezioni si svolsero in un contesto di crisi politica che aveva già iniziato a caratterizzare la Quarta Repubblica come la sua infausta predecessora. Dal 1947, con la rottura del "tripartismo" PCF-MRP-SFIO, in maniera analoga al centrismo italiano si era formata in Francia una coalizione centrista, detta "Terza Forza", composta da MRP, SFIO, RGR e PRL (fusosi alla vigilia delle elezioni nel CNIP).Tuttavia, a causa delle forti divisioni interne, il centrismo era incapace di mantenere governi stabili, costantemente rovesciati da "franchi tiratori" e sostituiti secondo i nuovi rapporti di potere.
Questo "valzer dei ministeri", come venne definito dalla stampa, provocò un'insoddisfazione popolare verso la democrazia parlamentare, favorendo quindi le forze che volevano ribaltarla: alla sinistra, il già solido Partito Comunista si apprestava a divenire non solo primo partito ma anche forza di governo; alla destra, i sostenitori del generale Charles de Gaulle, favorevoli ad una riforma presidenziale del sistema, riunitisi nel Raggruppamento del Popolo Francese (RPF).
Per evitare arrestare la crescita di comunisti e gollisti, la maggioranza parlamentare varò la "legge degli apparentamenti", che permetteva alle liste accordatesi prima delle elezioni di ottenere tutti i seggi in un dato dipartimento se la somma dei loro voti era superiore al 50% dei voti, indipendentemente dai singoli voti delle liste.
I risultati delle elezioni, se da un lato garantirono ai partiti della Terza Forza di mantenere la maggioranza complessiva nell'Assemblea (388 su 627 deputati), non impedirono al RPF di ottenere singolarmente la maggioranza dei seggi (121), rendendola la prima forza d'opposizione. Il PCF invece venne fortemente penalizzato dal sistema, e benché in termini di voti fosse diventato il primo partito (25,9%), divenne il terzo partito per numero di seggi nell'Assemblea, segnando di fatto l'inizio del suo progressivo declino come forza politica primaria in Francia.

## Risultati
|             | Totale     | Percentuale (%) | Percentuale (%)  |
| ----------- | ---------- | --------------- | ---------------- |
| Elettori    | 24.550.523 |                 |                  |
| Votanti     | 19.670.655 | 80,1            | (su n. elettori) |
| Voti validi | 19.129.064 | 77,9            | (su n. votanti)  |
| Astenuti    | 4.879.869  | 19,8            | (su n. iscritti) |

| Partito                           | Partito | Voti       | %    | Seggi |
| --------------------------------- | ------- | ---------- | ---- | ----- |
|                                   | RPF     | 4.125.492  | 21,7 | 121   |
|                                   | SFIO    | 2.744.842  | 14,5 | 107   |
|                                   | PCF     | 4.910.547  | 25,9 | 103   |
|                                   | CNIP    | 2.656.995  | 14,0 | 96    |
|                                   | MRP     | 2.369.778  | 12,5 | 94    |
|                                   | RGR     | 1.887.583  | 10,0 | 90    |
|                                   | Altri   | 266.797    | 1,4  | 15    |
| Totale                            | Totale  | 19.129.064 | 100  | 627   |
| Dati: Élections législatives 1951 |         |            |      |       |